# Călimănești
Călimănești est une ville d’Olténie en Roumanie, dans le Județ de Vâlcea.

## Démographie
En 2011 sa population était de 7 622 habitants.